# 水的记忆
水的记忆是指水會「記得」所溶解的溶質，之後即使經過大量的連續稀釋，仍然有記憶效果。顺势疗法支持者認為就是這一機制使顺势疗法發揮作用。
水的记忆違反了物理化学的科學概念，科學界不接受此一論點。雅克·班飛尼斯特於1988年在《自然》期刊發表了支持水记忆的論文，同時帶來許多爭議，而《自然》期刊的編輯John Maddox在「編者的話」中希望讀者「暫時不要下定論」，等到其他科學家可以重現此一結果為止。該論文發表後，許多團隊進行了一些受到監督的實驗，包括班飛尼斯特的團隊、美国国防部、英国纪录片《地平线》 製作單位，以及其他的研究單位，但這些團隊都無法在受控的實驗條件下，重現班飛尼斯特的結果。

## 班飛尼斯特的研究
班飛尼斯特是法國的免疫學家，他希望在主流科學雜誌中證實顺势疗法的可行性。為了此一目的，班飛尼斯特和其團隊在法國國家醫學研究院（INSERM）稀釋了人類抗体的水溶液，稀釋到溶液中幾乎不會留下任何抗體分子的地步。
不過，他們在報告中提到，人類嗜鹼性球對此稀釋溶液有反應（是过敏反應的一部份），就像嗜鹼性球接觸到原始的抗體溶液的反應一樣。在稀釋時劇烈搖晃，才會出現此一效果。班飛尼斯特表示：「這好像在河裡用車鎖匙攪動河水，在河下游的幾英里處萃取出幾滴水，然後用這滴水發動汽車。」。當時班飛尼斯特無法提供有關此一效應的理論解釋，之後由報導此一研究的記者稱為「水的記憶」（water memory）。

### 含義
班飛尼斯特的研究提出了使順勢療法可以運作的機制，但此機制違反了物理化学的科學概念。有些二次文獻中提到一篇有關氫鍵動力學的論文，認為這是水記憶發揮作用的原因。

### 在《自然》期刊發表
班飛尼斯特將研究結果提交給著名的《自然》期刊，希望可以公開發表。《自然》期刊的編審委員會對此研究有些疑慮，認為一旦發表，就算之後其他科學家無法重現結果，發表論文本身就可以提昇順勢療法實務者的信譽。另外一個疑慮是這個理論需要改變已知的物理及化學定律，因此有可能本身就是錯的。《自然》期刊的編輯John Maddox提出：「我們的心志沒有那麼封閉，還是有準備要接受會改變科學建構方式的觀點。」。因為任何客觀理由拒絕該研究都是不可的，因為該研究當時沒有明顯的方向論缺陷。
最後在各方妥協之下，有了最終的結果。論文在1988年6月30日發表在《自然》期刊的第333期，但也刊登了Maddox所寫的編者的話，其中提到「目前有充分且特殊的理由，讓審慎的人應該先暫時不要下定論」，並且描述了一些基本的物理及化學定律，若這個研究結果成立的話，就會違反上述的物理及化學定律。另外，Maddox提出希望在一群專家（稱為ghostbusters）的監督下，重新進行實驗，這些專家包括Maddox、著名的魔術家，也是超自然現象研究者者詹姆斯·兰迪，以及是化學家，也是在美國國家衛生院服務，負責揭穿詐騙的沃爾特·斯圖爾特。

## 研究发布后的监督实验
在马多克斯（Maddox）及其团队的监督下，班飛尼斯特团队重复了原始研究过程，并产生了与首次发表的数据相似的结果。 Maddox指出，在操作过程中，实验人员知道每支试管最初是否包含抗体。随后，班飛尼斯特的团队与马多克斯及其负责双盲的团队一起开始了双盲实验：在对笔记本拍照和对实验室进行录像的前提下，对小瓶进行随机排序和秘密编码。 兰迪（Randi）甚至用报纸遮住标签，密封在信封中，并将其粘在天花板上，以使班飛尼斯特团队无法阅读它们。双盲实验没有显示出水的记忆作用。
Maddox的小组在1988年7月的《自然》期刊上发表了有关监督实验的报告，并得出结论：“没有充分的依据表明高稀释度（高达{\displaystyle 10^{120}}的因子）的抗IgE保留了其生物学有效性，并且水拥有对过去溶质的记忆假设是不必要的，因为其太过幻想了。” 但之后又说：“我们认为实验室培养并珍惜了对数据解释的幻想。”马多克斯还指出，法国顺势疗法公司布瓦宏正在向班飛尼斯特团队的两名研究人员付款。

### 後續
班飛尼斯特也在七月份的《自然》期刊回應，他在回應中對马多克斯大肆抨擊，抱怨《自然》期刊團隊對他的「騷擾」，認為類似「塞勒姆审巫案或是麦卡锡主义的控訴」。班飛尼斯特在自然期刊的回覆，以及以後在《Quirks and Quarks》的節目中，都有對斯圖爾特的抱怨，他認為斯圖爾特把他們視為是騙子，蔑視他們，他認為斯圖爾特「自以為什麼都知道的態度」。他在《Quirks and Quarks》的節目中提到，雖然確認有二名團隊成員是由順勢療法公司負擔費用，但多克斯團隊的旅館費用也是由同一個公司支出。
Maddox的回應中沒有歉意，提到「很抱歉我們沒有找到更有意思的結果。」他在同一集的《Quirks and Quarks》節目中，反駁班飛尼斯特的抱怨，提到因為順勢療法社群有可能不恰當的影響實驗結果，因此需要重新進行測試。最後結果的失敗意味著，最初的成功有可能是因為觀察者期望效應的影響。
在後面幾期的《自然》期刊中，雙方持續的爭執，最後是由編輯委員會結束。此議題在法國媒體上持續了一段時間。班飛尼斯特在9月出現在英國電視節目《After Dark》，現場和Randi等人討論相關爭議。重新測試的事上有許多的爭論，而這些事無法阻止马多克斯擔心的事：就算是實驗失效，顺势疗法仍然可以用實驗來「證明」順勢療法有效。Francis Beauvais是班飛尼斯特在《自然》期刊的共同作者之一，他後來提到非雙盲的實驗常常會出現符合實驗預期的「正確」結果（經過極度稀釋的樣品有生物活性，對照組沒有），「雙盲實驗的結果是隨機的，不符合預期結果：有些對照組的樣品有生物活性，而有些極度稀釋的樣品沒有生物活性」。

## 對順勢療法的影響
對大部份的科學家而言，「水的记忆」不是需要認真考慮的研究，唯一的證據就是班飛尼斯特所做，有瑕疵的研究。相反的，在顺势疗法理域中，相當認真的看待「水的记忆」此一概念，因此這是可以說明顺势疗法中為何奏效的可能解釋之一。
有關水的记忆相關議題的簡介，是順勢療法中的一個特別議題。《Homeopathy》期刊的編輯Peter Fisher在編輯的話中承認班飛尼斯特原始的研究方法無法得到可以複製的結果，並且表示「……水的记忆是不好的記憶，此研究為顺势疗法帶來長期的負面影響，也就是讓很多科學家回顧順勢療法的科學研究，和糟糕甚至是詐騙的科學研究劃上等號。」。此議題後來的問題則是試圖提出許多不同的理論，設法恢復「水的记忆」的一些可信度，用到的理論包括有：分子間的電磁信息交換、時間對稱性虧缺、熱致發光、新量子理論提到的量子糾纏、過氧氫化物的形成、包合物的形成等。其中一些機制若要成立，可能需要推翻許多二十世紀物理學的內容。

## 外部連結
- Mirror of DigiBio website with Benveniste writings （页面存档备份，存于）
- 水真的有記憶嗎？ （页面存档备份，存于）